# Luca Tesconi
Luca Tesconi, född 3 januari 1982 i Pietrasanta, är en italiensk sportskytt.
Tesconi blev olympisk silvermedaljör i luftpistol vid sommarspelen 2012 i London.